# Modelo de parâmetros concentrados

Representação de um modelo de parâmetros concentrados, composto de uma fonte de tensão e um resistor.

O modelo de parâmetros concentrados (também chamado de modelo de elementos concentrados ou modelo de componentes concentrados) simplifica a descrição do comportamento de sistemas físicos distribuídos espacialmente em uma topologia que consiste em entidades discretas que aproximam o comportamento do sistema distribuído sob certas premissas. É útil em sistemas elétricos (incluindo eletrônica), sistemas mecânicos de múltiplos corpos, transferência de calor, acústica, etc.
Matematicamente falando, a simplificação reduz o espaço de estadosdo sistema para uma dimensão finita e as equações diferenciais parciais (EDPs) do modelo de tempo e espaço contínuo (de dimensões infintas) do sistema físico para equações diferenciais ordinárias (EDOs) com um número finito de parâmetros.

## Sistemas elétricos

### Disciplina de matéria concentrada
A disciplina de matéria concentrada é um conjunto de premissas impostas em engenharia elétrica que fornece a base para a abstração de circuitos concentrados usada na análise de circuitos. As restrições auto-impostas são:
1 A variação do fluxo magnético no tempo fora de um condutor é zero.
{\displaystyle {\frac {\partial \phi _{B}}{\partial t}}=0}
2) A variação da carga no tempo dentro dos elementos condutores é zero.
{\displaystyle {\frac {\partial q}{\partial t}}=0}
3) As escalas de tempo dos sinais de interesse são muito maiores que o atraso de propagação das ondas eletromagnéticas no elemento concentrado.
As duas primeiras premissas resultam nas leis de circuito de Kirchhoff quando aplicadas às equações de Maxwell e só são aplicáveis quando o circuito está em estado estacionário . A terceira premissa é a base do modelo de elementos concentrados usado na análise de circuitos. Premissas menos severas resultam no modelo de parâmetros distribuídos, embora ainda não exijam a aplicação direta das equações de Maxwell completas.

### Modelo com elementos concentrados
O modelo de parâmetros concentrados de circuitos eletrônicos assume a simplificação de que os atributos do circuito, resistência, capacitância, indutância e ganho estão concentrados em componentes elétricos idealizados; resistores, capacitores e indutores, etc. unidos por uma rede de fios perfeitamente condutores.
O modelo de elementos concentrados é válido sempre que {\displaystyle L_{c}\ll \lambda }, Onde {\displaystyle L_{c}} denota o comprimento característico do circuito e {\displaystyle \lambda } denota o comprimento de onda operando no circuito. Caso contrário, se o tamanho do circuito estiver na ordem de um comprimento de onda, devemos considerar modelos mais genéricos, como o modelo de parâmetros distribuídos (incluindo linhas de transmissão), cujo comportamento dinâmico é descrito pelas equações de Maxwell . Outra maneira de visualizar a validade do modelo de elementos concentrados é notar que esse modelo ignora o tempo finito necessário para que os sinais se propaguem por um circuito. Sempre que esse tempo de propagação não for significativo para a aplicação, o modelo de elementos concentrados pode ser usado. Isto é verdade quando o tempo de propagação é muito menor que o período do sinal envolvido. No entanto, com o aumento do tempo de propagação, haverá um erro crescente entre a fase assumida e a fase real do sinal, o que, por sua vez, resulta em um erro na amplitude assumida do sinal. O ponto exato em que o modelo de elementos concentrados não pode mais ser usado depende, em certa medida, de quão precisamente o sinal precisa ser conhecido em uma determinada aplicação.
Componentes do mundo real exibem características não ideais que são, na realidade, elementos distribuídos, mas são frequentemente representados, em uma aproximação de primeira ordem, por elementos concentrados. Para levar em conta fuga de corrente em capacitores, por exemplo, podemos modelar o capacitor não ideal como tendo um grande resistor concentrado conectado em paralelo, muito embora a fuga esteja, na realidade, distribuída por todo o dielétrico. Da mesma forma, um resistor de fio enrolado possui indutância significativa, bem como uma resistência distribuída ao longo de seu comprimento, mas podemos modelá-lo como um indutor concentrado em série com um resistor ideal.

## Sistemas térmicos
Um modelo de capacitância concentrada, também chamado de análise de sistema concentrado, reduz um sistema térmico a vários "blocos" discretos e assume que a diferença de temperatura dentro de cada bloco é insignificante. Essa aproximação é útil para simplificar equações diferenciais de calor complexas. Foi desenvolvido como um análogo matemático da capacitância elétrica, embora também inclua análogos térmicos da resistência elétrica .
O modelo de capacitância concentrada é uma aproximação comum na condução transitória, que pode ser usada sempre que a condução de calor dentro de um objeto for muito mais rápida que a transferência de calor através dos limites do objeto. O método de aproximação reduz adequadamente um aspecto do sistema de condução transitória (variação espacial de temperatura dentro do objeto) para uma forma mais matematicamente tratável (isto é, presume-se que a temperatura dentro do objeto seja completamente uniforme no espaço, embora esse valor de temperatura espacialmente uniforme mude com o tempo). O aumento da temperatura uniforme dentro do objeto ou parte de um sistema pode então ser tratado como um reservatório capacitivo que absorve calor até atingir um estado térmico constante no tempo (após o qual a temperatura não muda dentro dele).
Um exemplo preliminarmente descoberto de um sistema de capacitância concentrada que exibe um comportamento matematicamente simples devido a tais simplificações físicas, são sistemas que estão em conformidade com a lei do resfriamento de Newton . Essa lei simplesmente declara que a temperatura de um objeto quente (ou frio) progride em direção à temperatura de seu ambiente de maneira exponencial simples. Os objetos seguem esta lei estritamente somente se a taxa de condução de calor dentro deles for muito maior do que o fluxo de calor que entra ou sai deles. Nesses casos, faz sentido falar de uma única "temperatura do objeto" a qualquer momento (já que não há variação espacial de temperatura no objeto) e também as temperaturas uniformes dentro do objeto permitem que o seu excesso ou déficit total de energia térmica varie proporcionalmente com sua temperatura de superfície, estabelecendo, assim, o requisito da lei do resfriamento de Newton, que a taxa de diminuição da temperatura seja proporcional à diferença entre o objeto e o ambiente. Por sua vez, isso leva a um comportamento exponencial simples de aquecimento ou resfriamento (detalhes abaixo).

### Método
Para determinar o número de blocos, é utilizado o número Biot (Bi), um parâmetro adimensional do sistema. Bi é definido como a razão entre a resistência térmica condutiva dentro do objeto pela resistência à transferência de calor convectiva através dos limites do objeto com um banho uniforme de uma temperatura diferente. Quando a resistência térmica ao calor transferida para o objeto é maior que a resistência ao calor sendo difundido completamente dentro do objeto, o número de Biot é menor que 1. Nesse caso, particularmente para números de Biot ainda menores, a aproximação da temperatura espacialmente uniforme dentro do objeto pode começar a ser usada, já que pode-se presumir que o calor transferido para dentro do objeto teve tempo para se distribuir uniformemente, devido à menor resistência a fazê-lo, em comparação com a resistência ao calor que entra no objeto.
Se o número de Biot for menor que 0,1 para um objeto sólido, então todo o material terá praticamente a mesma temperatura, com a diferença de temperatura dominante ocorrendo na superfície. Ele pode ser considerado como sendo "termicamente fino". O número de Biot geralmente deve ser menor que 0,1 para uma aproximação precisa útil e para análises de transferência de calor. A solução matemática para a aproximação do sistema concentrado fornece a lei do resfriamento de Newton .
Um número de Biot maior que 0,1 (uma substância "termicamente espessa") indica que não se pode fazer essa suposição, e equações de transferência de calor mais complicadas para "condução de calor transitória" serão necessárias para descrever o campo de temperatura variável no tempo e não espacialmente uniforme dentro do corpo do material.
A abordagem de capacitância única pode ser expandida para envolver muitos elementos resistivos e capacitivos, com Bi <0,1 para cada bloco. Como o número do Biot é calculado com base em um comprimento característico do sistema, este geralmente pode ser dividido em um número suficiente de seções ou blocos, de modo que o número do Biot seja aceitavelmente pequeno.
Alguns comprimentos característicos dos sistemas térmicos são:
- Placa: espessura
- Aleta : espessura / 2
- Cilindro longo: diâmetro / 4
- Esfera : diâmetro / 6

Para formas arbitrárias, pode ser útil considerar o comprimento característico como sendo volume / área de superfície.

#### Circuitos térmicos puramente resistivos
Um conceito útil usado em aplicações de transferência de calor, uma vez atingida a condição de condução de estado estacionário, é a representação da transferência térmica pelo que é conhecido como circuitos térmicos. Um circuito térmico é a representação da resistência ao fluxo de calor em cada elemento de um circuito, como se fosse um resistor elétrico . O calor transferido é análogo à corrente elétrica e a resistência térmica é análoga ao resistor elétrico. Os valores da resistência térmica para os diferentes modos de transferência de calor são então calculados como denominadores das equações desenvolvidas. As resistências térmicas dos diferentes modos de transferência de calor são usadas na análise de modos combinados de transferência de calor. A falta de elementos "capacitivos" no exemplo puramente resistivo a seguir significa que nenhuma seção do circuito está absorvendo energia ou alterando a distribuição de temperatura. Isso é equivalente a forçar que um estado de condução de calor em estado estacionário (ou transferência, como na radiação) já tenha sido estabelecido.
As equações que descrevem os três modos de transferência de calor e suas resistências térmicas em condições de estado estacionário, conforme discutido anteriormente, estão resumidas na tabela abaixo: 
| Modo de Transferência | Taxa de Transferência de Calor | Resistência Térmica |
| --------------------- | --- | --- |
| Condução              | {\displaystyle {\dot {Q}}={\frac {T_{1}-T_{2}}{\left({\frac {L}{kA}}\right)}}}                                                                | {\displaystyle {\frac {L}{kA}}} |
| Convecção             | {\displaystyle {\displaystyle {\dot {Q}}={\frac {T_{\rm {superf}}-T_{\rm {amb}}}{\left({\frac {1}{h_{\rm {conv}}A_{\rm {superf}}}}\right)}}}} | {\displaystyle {\displaystyle {\frac {1}{h_{\rm {conv}}A_{\rm {superf}}}}}}                                                                                                  |
| Radiação              | {\displaystyle {\displaystyle {\dot {Q}}={\frac {T_{\rm {superf}}-T_{\rm {arred}}}{\left({\frac {1}{h_{r}A_{\rm {superf}}}}\right)}}}}        | {\displaystyle {\frac {1}{h_{r}A}}}, onde {\displaystyle {\displaystyle h_{r}=\epsilon \sigma (T_{\rm {superf}}^{2}+T_{\rm {arred}}^{2})(T_{\rm {superf}}+T_{\rm {arred}})}} |

Em casos em que há transferência de calor através de diferentes meios (por exemplo, através de um material compósito), a resistência equivalente é a soma das resistências dos componentes que compõem o compósito. Provavelmente, nos casos onde há diferentes modos de transferência de calor, a resistência total é a soma das resistências dos diferentes modos. Usando o conceito de circuito térmico, a quantidade de calor transferida através de algum meio é o quociente da variação de temperatura pela resistência térmica total do meio.
Como exemplo, considere uma parede composta de área de seção transversal {\displaystyle A} . O compósito é feito de um gesso de cimento de comprimento {\displaystyle L_{1}} com coeficiente térmico {\displaystyle k_{1}} e fibra de vidro de face longa de comprimento {\displaystyle L_{2}}, com coeficiente térmico {\displaystyle k_{2}} . A superfície esquerda da parede está à temperatura {\displaystyle T_{i}} e exposta ao ar com um coeficiente de convecção de {\displaystyle h_{i}}. A superfície direita da parede está à temperatura {\displaystyle T_{o}} e exposta ao ar com coeficiente de convecção {\displaystyle h_{o}}.
Usando o conceito de resistência térmica, o fluxo de calor através do compósito é o seguinte:
{\displaystyle {\dot {Q}}={\frac {T_{i}-T_{o}}{R_{i}+R_{1}+R_{2}+R_{o}}}={\frac {T_{i}-T_{1}}{R_{i}}}={\frac {T_{i}-T_{2}}{R_{i}+R_{1}}}={\frac {T_{i}-T_{3}}{R_{i}+R_{1}+R_{2}}}={\frac {T_{1}-T_{2}}{R_{1}}}={\frac {T_{3}-T_{o}}{R_{0}}}}
Onde
{\displaystyle R_{i}={\frac {1}{h_{i}A}}}, {\displaystyle R_{o}={\frac {1}{h_{o}A}}}, {\displaystyle R_{1}={\frac {L_{1}}{k_{1}A}}} e {\displaystyle R_{2}={\frac {L_{2}}{k_{2}A}}}

#### Lei do resfriamento de Newton
A lei do resfriamento de Newton é uma relação empírica atribuída ao físico inglês Sir Isaac Newton (1642 - 1727). Esta lei, declarada de forma não matemática, é a seguinte:
A taxa de perda de calor de um corpo é proporcional à diferença de temperatura entre o corpo e seu ambiente.
Ou, usando símbolos:
{\displaystyle {\text{Taxa de resfriamento}}\sim \!\,\Delta T}
Um objeto a uma temperatura diferente de seu ambiente acabará, em última instância, por chegar a uma temperatura comum com seu ambiente. Um objeto relativamente quente esfria à medida que aquece seus arredores e um objeto frio é aquecido por seus arredores. Ao considerar quão rapidamente (ou lentamente) algo esfria, nos referimos à sua taxa de resfriamento: quantos graus de mudança de temperatura por unidade de tempo.
A taxa de resfriamento de um objeto depende de quanto mais quente o objeto está em relação ao seu ambiente. A mudança de temperatura por minuto de uma torta de maçã quente será maior se a torta for colocada em um freezer do que se for colocada na mesa da cozinha. Quando a torta esfria no freezer, a diferença de temperatura entre ela e o ambiente é maior. Em um dia frio, uma casa quente perderá calor para o exterior a uma taxa maior quando houver uma grande diferença entre as temperaturas interna e externa. Manter o interior de uma casa em alta temperatura em um dia frio é, portanto, mais custoso do que mantê-lo em uma temperatura mais baixa. Se a diferença de temperatura for mantida pequena, a taxa de resfriamento será correspondentemente baixa.
Conforme a lei do resfriamento de Newton declara, a taxa de esfriamento de um objeto, seja por condução, convecção, ou radiação, é aproximadamente proporcional à diferença de temperatura ΔT. Alimentos congelados esquentam mais rápido em uma sala quente do que em uma sala fria. Observe que a taxa de resfriamento percebida em um dia frio pode ser aumentada pelo efeito adicional de convecção do vento . Isso é chamado de índice de resfriamento pelo vento . Por exemplo, um vento frio de -20 °C significa que o calor está sendo perdido na mesma taxa que se a temperatura fosse -20 °C sem vento.

#### Situações aplicáveis
Esta lei descreve muitas situações em que um objeto tem uma grande capacidade térmica e grande condutividade e é subitamente imerso em um banho uniforme que conduz calor de maneira relativamente precária. Este é um exemplo de um circuito térmico com um elemento resistivo e um elemento capacitivo. Para que a lei esteja correta, as temperaturas em todos os pontos dentro do corpo devem ser aproximadamente as mesmas em cada momento, incluindo a temperatura em sua superfície. Dessa forma, a diferença de temperatura entre o corpo e o ambiente não depende de qual parte do corpo é escolhida, já que todas as partes do corpo têm efetivamente a mesma temperatura. Nessas situações, o material do corpo não age para "isolar" outras partes do corpo do fluxo de calor, e todo o isolamento significativo (ou "resistência térmica") que controla a taxa de fluxo de calor nesta situação reside na área de contato entre o corpo e seus arredores. Através desse limite, o valor da temperatura salta de maneira descontínua.
Nestas situações, o calor pode ser transferido do exterior para o interior de um corpo, através do limite isolante, por convecção, condução ou difusão, desde que o limite sirva como um condutor relativamente ruim com respeito ao interior do objeto. A presença de um isolante físico não é necessária, desde que o processo que serve para passar o calor pelo limite seja "lento" em comparação com a transferência condutora de calor dentro do corpo (ou dentro da região de interesse - o "bloco" descrito acima).
Em tal situação, o objeto atua como o elemento "capacitivo" do circuito e a resistência do contato térmico no limite atua como o (único) resistor térmico. Em circuitos elétricos, essa combinação carregaria ou descarregaria até à tensão de entrada, de acordo com uma lei exponencial simples no tempo. No circuito térmico, essa configuração resulta no mesmo comportamento da temperatura: uma abordagem exponencial da temperatura do objeto em relação à temperatura do banho.

#### Formulação matemática
A lei de Newton é matematicamente declarada pela equação diferencial de primeira ordem simples:
{\displaystyle {\frac {dQ}{dt}}=-h\cdot A(T(t)-T_{\text{env}})=-h\cdot A\Delta T(t)\quad }
Onde
Q é energia térmica em joules
h é o coeficiente de transferência de calor entre a superfície e o fluido
A é a área da superfície do calor que está sendo transferido
T é a temperatura da superfície e do interior do objeto (já que são iguais nesta aproximação)
T env é a temperatura do ambiente
Δ T (t) = T (t) - T env é o gradiente térmico dependente do tempo entre o ambiente e o objeto
Apresentar transferências de calor nessa forma às vezes não é uma aproximação muito boa, dependendo das proporções de conduções térmicas no sistema. Se as diferenças não forem grandes, uma formulação precisa das transferências de calor no sistema pode exigir a análise do fluxo de calor com base na equação da transferência de calor (transitória) em meios não homogêneos ou pouco condutivos.

#### Solução em termos de capacidade de calor do objeto
Se o corpo inteiro for tratado como reservatório de calor com capacitância concentrada, com teor de calor total sendo proporcional à capacidade de calor total simples {\displaystyle C} e {\displaystyle T}, a temperatura do corpo ou {\displaystyle Q=CT} . Espera-se que o sistema apresente decaimento exponencial na temperatura de um corpo com o tempo.
A partir da definição de capacidade térmica {\displaystyle C} vem a relação {\displaystyle C=dQ/dT} . Ao diferenciar essa equação em relação ao tempo resulta-se na identidade (válida enquanto as temperaturas no objeto sejam uniformes a qualquer momento): {\displaystyle dQ/dt=C(dT/dt)} . Esta expressão pode ser usada para substituir {\displaystyle dQ/dt} na primeira equação que inicia esta seção, acima. Então se {\displaystyle T(t)} é a temperatura do corpo citado no momento {\displaystyle t} e {\displaystyle T_{env}} é a temperatura do ambiente ao redor do corpo:
{\displaystyle {\frac {dT(t)}{dt}}=-r(T(t)-T_{\mathrm {env} })=-r\Delta T(t)\quad }
Onde
{\displaystyle r=hA/C} é uma constante positiva, característica do sistema, que deve estar em unidades de {\displaystyle s^{-1}} e é, portanto, às vezes, expressa em termos de uma constante de tempo característica {\displaystyle t_{0}} dada por: {\displaystyle t_{0}=1/r=-\Delta T(t)/(dT(t)/dt)} . Dessa forma, em sistemas térmicos, {\displaystyle t_{0}=C/hA} . (A capacidade de calor total {\displaystyle C} de um sistema pode ainda ser representada por sua capacidade de calor específico de massa {\displaystyle c_{p}} multiplicada por sua massa {\displaystyle m}, para que a constante de tempo {\displaystyle t_{0}} também seja dada por {\displaystyle mc_{p}/hA} )
A solução dessa equação diferencial, por métodos padrão de integração e substituição de condições de contorno, fornece:
{\displaystyle T(t)=T_{\mathrm {env} }+(T(0)-T_{\mathrm {env} })\ e^{-rt}.\quad }
Se:
{\displaystyle \Delta T(t)\quad } é definido como   : {\displaystyle T(t)-T_{\mathrm {env} }\,\quad } Onde {\displaystyle \Delta T(0)\quad } é a diferença de temperatura inicial no tempo 0,
então a solução newtoniana é escrita como:
{\displaystyle \Delta T(t)=\Delta T(0)\ e^{-rt}=\Delta T(0)\ e^{-t/t_{0}}.\quad }
Essa mesma solução é quase que imediatamente aparente se a equação diferencial inicial estiver escrita em termos de {\displaystyle \Delta T(t)}, como a única função a ser resolvida.
{\displaystyle {\frac {dT(t)}{dt}}={\frac {d\Delta T(t)}{dt}}=-{\frac {1}{t_{0}}}\Delta T(t)\quad }

### Aplicações
Este método de análise tem sido aplicado em ciências forenses para analisar a hora da morte de seres humanos. Além disso, ele pode ser aplicado ao HVAC (aquecimento, ventilação e ar condicionado, que pode ser chamado de "controle climático do edifício"), para garantir efeitos quase instantâneos de uma mudança na configuração do nível de conforto.

## Sistemas mecânicos
As premissas simplificadoras neste domínio são:
- todos os objetos são corpos rígidos ;
- todas as interações entre corpos rígidos ocorrem através de pares cinemáticos ( juntas ), molas e amortecedores .

## Acústica
Nesse contexto, o modelo de componentes concentrados estende os conceitos distribuídos da teoria acústica sujeitos a aproximação. No modelo acústico de componentes concentrados, certos componentes físicos com propriedades acústicas podem ser aproximados como se comportassem de maneira semelhante aos componentes eletrônicos padrão ou a combinações simples de componentes.
- Uma cavidade de parede rígida contendo ar (ou fluido compressível similar) pode ser aproximada como um capacitor cujo valor é proporcional ao volume da cavidade. A validade dessa aproximação depende do menor comprimento de onda de interesse ser significativamente (muito) maior que a dimensão mais longa da cavidade.
- Um pórtico refletor pode ser aproximado como um indutor cujo valor é proporcional ao comprimento efetivo do duto dividido pela área de sua seção transversal. O comprimento efetivo é o comprimento real mais uma correção final . Essa aproximação depende do menor comprimento de onda de interesse ser significativamente maior que a maior dimensão do pórtico.
- Certos tipos de materiais de amortecimento podem ser aproximados como resistores . O valor depende das propriedades e dimensões do material. A aproximação depende dos comprimentos de onda serem suficientemente longos e das propriedades do próprio material.
- Uma unidade de acionamento de alto-falante (normalmente uma unidade de acionamento de woofer ou subwoofer ) pode ser aproximada como uma conexão em série de uma fonte de tensão de impedância zero, um resistor, um capacitor e um indutor . Os valores dependem das especificações da unidade e do comprimento de onda do interesse.

## Transferência de calor para edifícios
Uma suposição simplificadora nesse domínio é que todos os mecanismos de transferência de calor são lineares, implicando que a radiação e a convecção são linearizadas para cada problema.
Várias publicações podem ser encontradas e que descrevem como gerar modelos de elementos concentrados de edifícios. Na maioria dos casos, o edifício é considerado uma única zona térmica e, nesse caso, transformar paredes de várias camadas em elementos concentrados pode ser uma das tarefas mais complicadas na criação do modelo. O método da camada dominante é um método simples e razoavelmente preciso. Nesse método, uma das camadas é selecionada como a camada dominante em toda a construção e essa camada é escolhida considerando as frequências mais relevantes do problema. Em sua tese,
Modelos de elementos concentrados de edifícios também foram usados para avaliar a eficiência dos sistemas de energia domésticos, executando-se muitas simulações em diferentes cenários climáticos futuros.

## Sistemas de fluidos
Modelos de parâmetros concentrados podem ser usados para descrever sistemas de fluidos usando-se a tensão elétrica para representar pressão e corrente elétrica para representar vazão. Equações idênticas da representação do circuito elétrico são válidas após a substituição dessas duas variáveis. Tais aplicações podem, por exemplo, estudar a resposta do sistema cardiovascular humano ao implante de dispositivos de assistência ventricular .